# On the Front Page
On the Front Page è un cortometraggio muto del 1926 diretto da James Parrott.
Il film fu distribuito il 28 novembre 1926.

## Trama
La contessina Polasky è appena arrivata in America dall'Europa in cerca di marito.
La notizia si diffonde rapidamente.
Un losco proprietario di una casa editrice: il Sig. Hornby vuole creare uno scandalo, per cui manda suo figlio (Brooke) ad accogliere la nuova arrivata.
Appena giunto Hornby si serve di un giovane maggiordomo (Laurel) per mettere in atto il suo piano: fargli indossare dei vestiti da nobile e fargli cercare di corteggiare la contessina.
Ma la giovane donna capisce al volo l'imbroglio.
Ciononostante lei fa finta di stare al gioco, mentre Hornby per ingigantire lo scoop corre a chiamare la polizia.
Quando questa fa irruzione in casa, l'intruso si butta dalla finestra seminudo e fugge via insieme a Hornby inseguiti da un poliziotto.
Il giorno dopo il Sig. Hornby sarà su tutte le prime pagine di tutti i giornali con l'accusa di essere entrato abusivamente della contessa e averle recato violenza.

## Produzione
Il film fu prodotto da Hal Roach per la sua compagnia di produzione. Venne girato tra il 23 agosto e il 4 settembre 1926 a Culver City, negli Hal Roach Studios, all'8822 di Washington Blvd.

## Distribuzione
Distribuito dalla Pathé Exchange, il film uscì nelle sale USA il 28 novembre 1926. Nel 1998, uscì riversato in DVD in un'antologia dal titolo The Lost Films of Laurel and Hardy - Volume One (1918-1929) con sottotitoli solo in inglese.

### Date di uscita
IMDb
- USA	28 novembre 1926
- Finlandia	8 luglio 1991 (prima TV)
- USA  22 dicembre 1998  DVD